# Liste der Monuments historiques in Courteuil
Die Liste der Monuments historiques in Courteuil führt die Monuments historiques in der französischen Gemeinde Courteuil auf.

## Liste der Bauwerke
| Bezeichnung                | Beschreibung                       | Standort | Kennzeichnung | Schutzstatus | Datum | Bild           |
| -------------------------- | ---------------------------------- | -------- | ------------- | ------------ | ----- | -------------- |
| Kirche St-Gervais          | Erbaut ab dem 12. Jahrhundert      | (Lage)   | PA00114648    | Inscrit      | 1970  | weitere Bilder |
| Calvaire de l’Abbé Prévost | Zweite Hälfte des 18. Jahrhunderts | (Lage)   | PA00114647    | Classé       | 1950  | weitere Bilder |

## Liste der Objekte

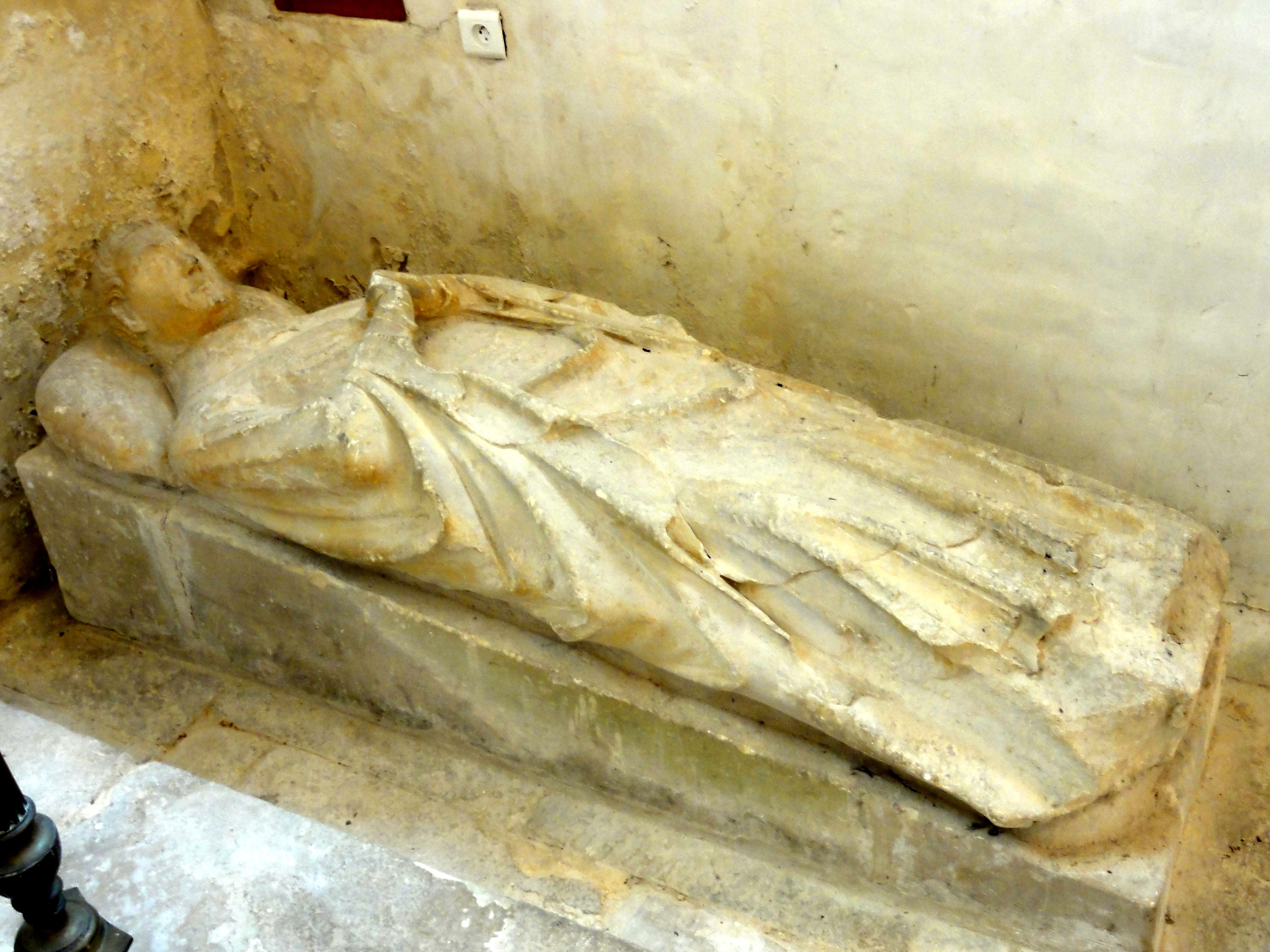
Grab mit Liegefigur (erste Hälfte des 14. Jahrhunderts) in der Kirche St-Gervais

- Monuments historiques (Objekte) in Courteuil in der Base Palissy des französischen Kultusministeriums

Siehe auch: Taufbecken (Courteuil)